# Leclerc (Panzer)
Der Leclerc ist ein vom französischen Rüstungsbetrieb Nexter hergestellter Kampfpanzer, benannt nach dem Generalmajor des Zweiten Weltkrieges, Jacques-Philippe Leclerc de Hauteclocque. Er ist gegenwärtig der Kampfpanzer des französischen Heeres und außerdem bei den Streitkräften der Vereinigten Arabischen Emirate in Dienst. Im Jahr 2011 betrug sein Stückpreis 9,3 Millionen Euro.

## Entwicklung und Bau

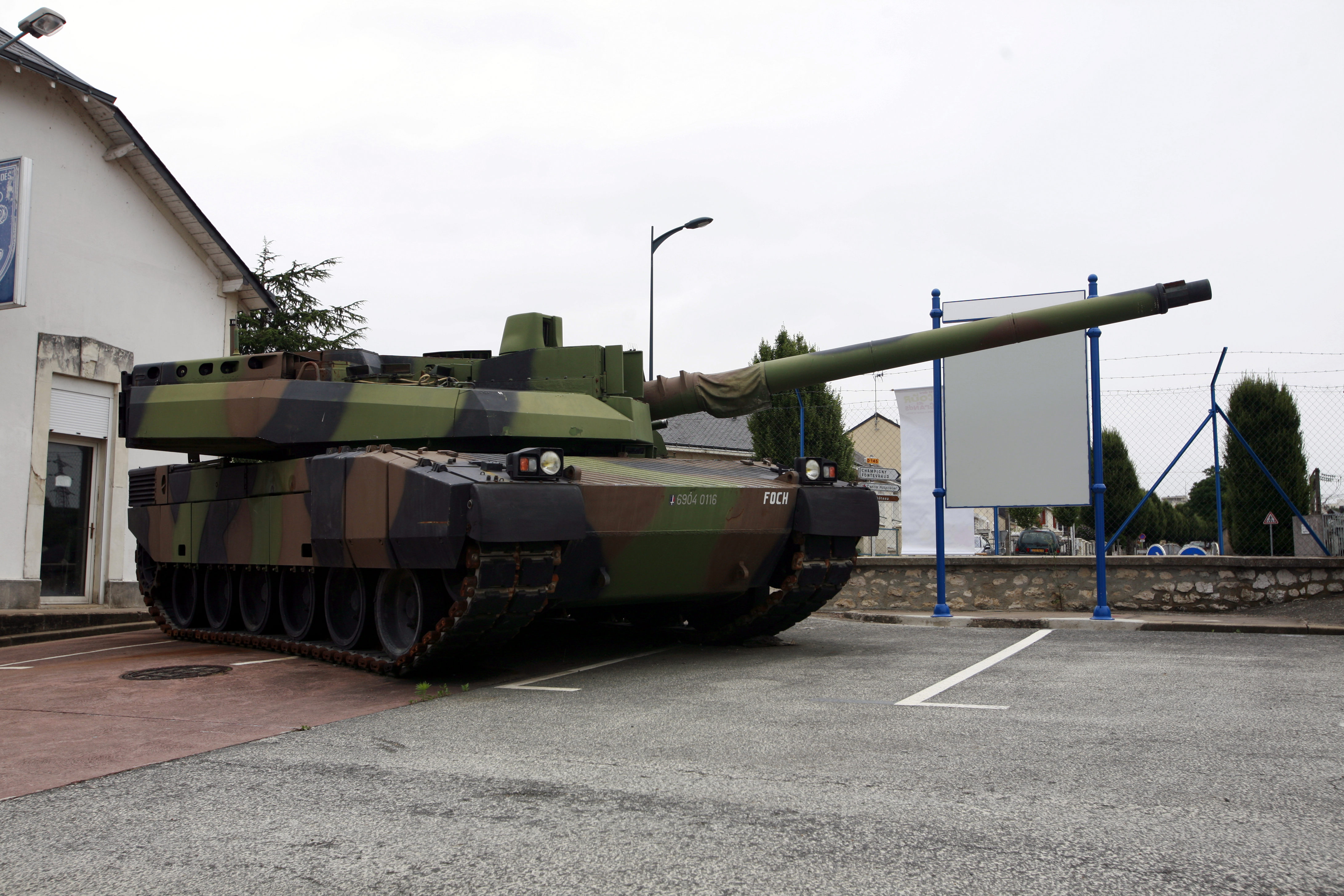
Prototyp Foch im Musée Général Estienne, Saumur

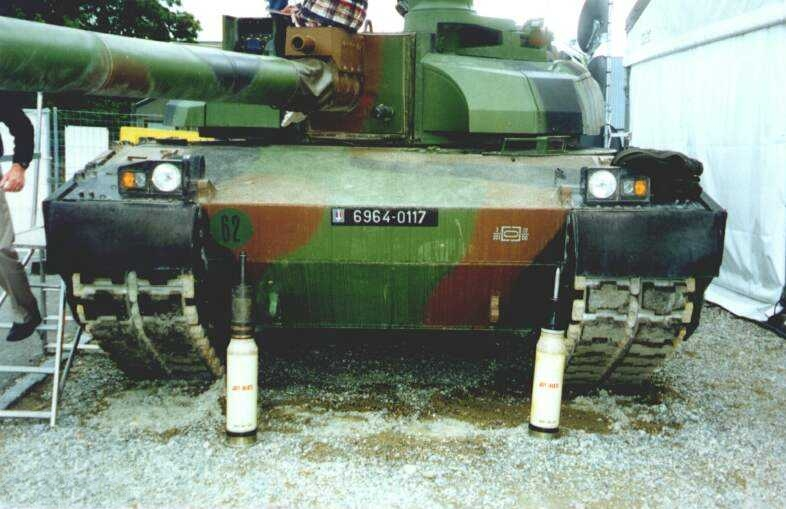
Leclerc der Serie 1

Im Jahr 1977 begannen in Frankreich die Planungen für einen völlig neuartigen Kampfpanzer, der den 1966 eingeführten AMX-30 ablösen sollte. Dieser Entwurf des EPC (Engin Principal de Combat – Hauptkampfwagen) sollte der französischen Panzertruppe auf lange Sicht eine Überlegenheit gegenüber den Panzermodellen des Warschauer Pakts garantieren. Eine volle Panzergeneration, die durch den Leopard 2 und M1 Abrams repräsentiert wird, sollte dabei übersprungen werden. Dies führte zum deutsch-französischen Kampfpanzer-90-Programm. Trotz einer Einigung bei wichtigen Grundfragen und den Erfahrungen aus der ersten Zusammenarbeit beim Leopard 1 erwiesen sich erneut die unterschiedlichen taktischen Vorstellungen als Hindernisse für das Projekt. Die deutsche Entscheidung, das entwickelte Flachturmkonzept auf einem Leopard-2-Fahrgestell zu verwenden, wurde von Frankreich abgelehnt. Streitigkeiten über die Nutzungsrechte bei Exportaufträgen erschwerten zusätzlich die Zusammenarbeit.

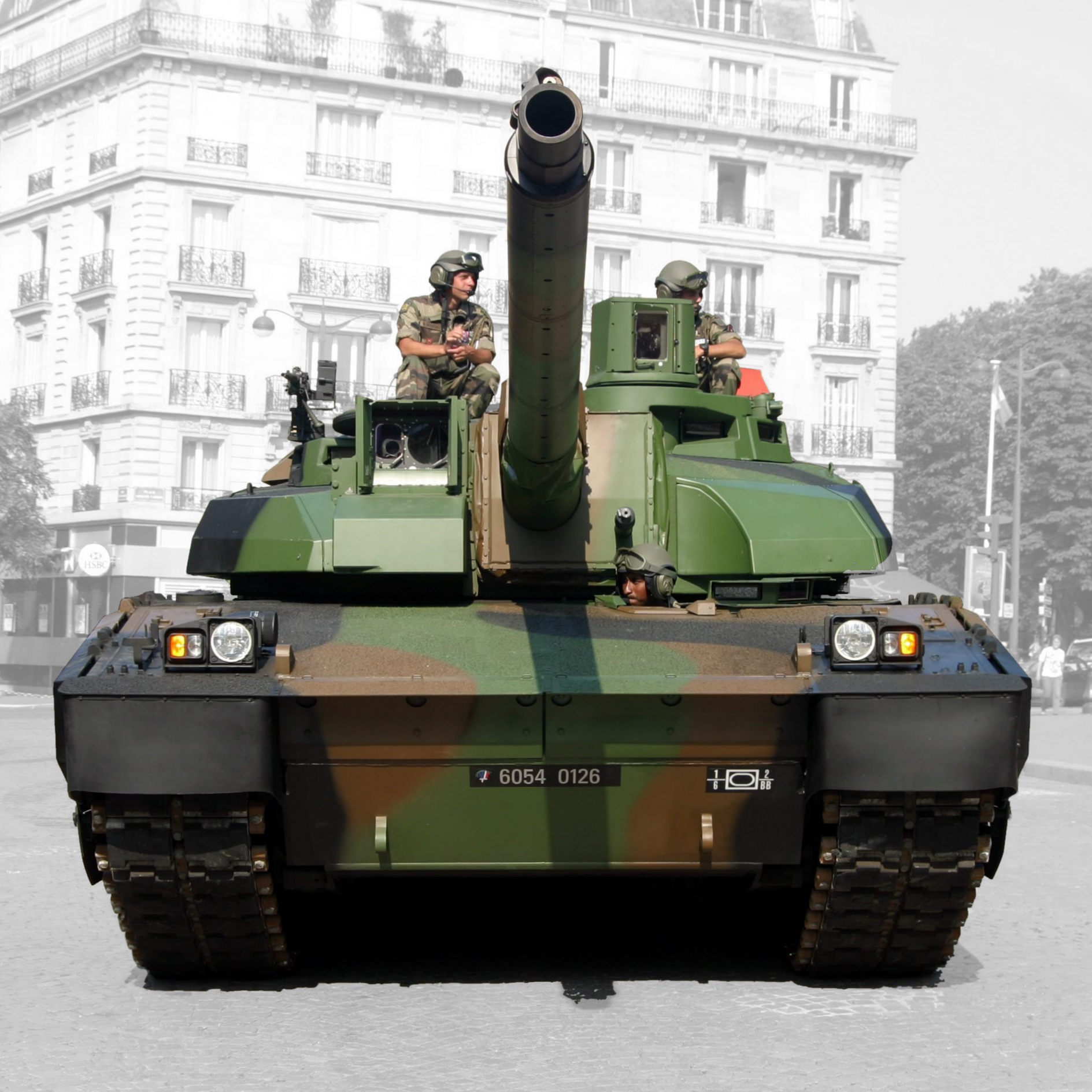
Serie 2 – die zweigeteilte Verstärkung der Frontpanzerung kennzeichnet diese und folgende Serien.

Die eigentliche Entwicklung des Leclerc begann 1982 mit der Unterzeichnung des Entwicklungsauftrages. Die Gesamtkosten für 1400 Fahrzeuge wurden auf 35 Milliarden französische Franc geschätzt, was damals einem Stückpreis von 4,25 Millionen Euro entsprach. Vorgesehen war eine komplette mit dem EPC und entsprechenden Bergepanzern ausgestattete Division. Der zweite Versuch eines gemeinsamen Kampfpanzers mit Deutschland galt damit als gescheitert. Finanzielle Engpässe hemmten jedoch die Entwicklungsarbeiten, erst 1985 wurde das endgültige Konzept des neuen Panzers festgelegt. Man entschied sich für einen konventionellen Drehturm und ließ damit die Variante mit drehbarer Scheitellafette fallen. Die Hyperbar-Technologie für den Antrieb wurde bei MTU Friedrichshafen aus Deutschland eingekauft.
Am 30. Januar 1986 erhielt das Projekt die Bezeichnung Leclerc. Der 1987 in Versailles-Satory vorgestellte Gesamtversuchsträger ähnelte den anderen westlichen Kampfpanzern, war jedoch durch das kompaktere Hyperbartriebwerk um 100 Zentimeter kürzer; zudem war der Turm kompakt und flacher, was die Gesamthöhe reduziert. Sechs weitere Prototypen folgten ab 1989, wobei in der Serienvorbereitung die niedrige Gesamthöhe nicht eingehalten werden konnte. Das erste Serienfahrzeug wurde von der Rüstungsindustrie im Dezember 1991 übergeben und lag damit, wie auch die Prototypenfertigung, im Zeitplan des Auftraggebers. Die Nutzung in der Truppe erfolgte ab Januar 1992. Als Generalunternehmen fungierte die damalige Giat Industries in Roanne.
Die ersten Kampfpanzer der Serie 1 wurden bis 1996 ausgeliefert und in fünf Liefertranchen (T1 bis T5) unterteilt. Die Gesamtstückzahl belief sich auf 132 Fahrzeuge. Die aus 178 Fahrzeugen bestehende verbesserte Serie 2 folgte 1997 bis 2003 und wurde in vier Tranchen (T6 bis T9) abgewickelt. Die Änderungen betrafen vorwiegend die Software des Computersystems, elektrische Anlagen und die Nachrüstung einer Klimaanlage im Turmheck. Die letzten 96 Leclerc (T10 bis T11) für das französische Heer gehörten zu den Serien 2+ beziehungsweise 3 und verfügten über eine verbesserte Panzerung, ein Führungs-Informations-System vom Typ ICONE sowie leistungsstärkere Wärmebildgeräte der dritten Generation des Typs IRIS TGS für Richtschütze und Kommandant. Die 2001 bestellten Fahrzeuge wurden bis 2005 ausgeliefert. Vom Hersteller selbst wird diese Ausbaustufe auch als Leclerc S XXI bezeichnet. Die Leclerc der Serie 1 von Tranche 3 bis Tranche 5 wurden in dieser Zeit zur Serie 2 kampfwertgesteigert. Die Panzer der Vorserie (T1 und T2) befinden sich seither nicht mehr im Dienst. Fünf der Fahrzeuge der Tranche 3 wurden zum Bergepanzer Moyen Adapté de Remorquage Spécifique (MARS) umgerüstet.
Frankreich plante, insgesamt 420 Leclerc in zwei Baulosen zu jeweils 310 und 110 Stück zu beschaffen. Bis zum Jahr 2006 übernahm das französische Heer tatsächlich 406 Panzer, das letzte Baulos kam also nicht mehr vollständig zur Auslieferung. Die ursprünglich geplanten 1400 Fahrzeuge wurden nicht erreicht. Der Auftragswert lag bei 40 Milliarden Französischen Franc und entsprach 2002 rund 4 Millionen US-Dollar pro Fahrzeug. Die Flotte umfasste im Jahr 2011 noch 254 Stück, ein Finanzbericht der Nationalversammlung aus dem Jahr 2016 führte noch einen Bestand an 200 renovierten Leclerc auf.
Der erste ausländische Kunde des Panzers waren die Vereinigten Arabischen Emirate, die zwischen 1994 und 1999 insgesamt 388 Leclerc, zwei Fahrschulfahrzeuge und zusätzliche 46 Leclerc-Bergepanzer für 3,8 Milliarden US-Dollar beschafften. Saudi-Arabien plante die Übernahme von bis zu 355 Leclerc, entschied sich jedoch für den amerikanischen M1 Abrams. 1993 unterlag er bei der Truppenerprobung des schwedischen Militärs im Rahmen des MBT-2000-Programms dem Leopard 2.
Der Leclerc ist als eine Panzerfamilie ausgelegt. Auf seinem Fahrgestell basieren der Bergepanzer DNG (Dépanneur Nouvelle Génération) und der Pionierpanzer EPG (Engin Principal du Génie). Eine Panzerschnellbrücke wurde von Giat in der Anfangsphase zwar konzipiert, wird aber seit 2004 nicht mehr angeboten. Der PTG (Poseur de Travure du Génie) war mit dem LEGUAN-Brückensystem bestückt.

## Technische Beschreibung

### Bewaffnung

#### Hauptwaffe und Munition
Der Leclerc ist – wie andere Kampfpanzer der NATO – mit einer 120-mm-Glattrohrkanone bewaffnet, bei der allerdings zum ersten Mal bei einem westlichen Panzer auf den Ladeschützen verzichtet wird. Die 52 Kaliber lange Kanone vom Typ CN 120-26/52 ist voll stabilisiert und wurde von GIAT ohne Rauchabsauger konzipiert; die Rauchgase werden durch Druckluft ausgeblasen. Die Rohrerhöhung beträgt −8 Grad bis +15 Grad. Eine Rohrschutzhülle verhindert eine Temperaturbeeinflussung durch Regen, Schnee oder Sonne. Am Rohrende befindet sich ein Kollimator für die automatisch und kontinuierlich arbeitende Feldjustieranlage.
Der Ladeautomat im Turmheck ist als Bandlader mit konstantem Ladewinkel konstruiert, der auch bei voller Fahrt in schwerem Gelände funktioniert. Mit ihm erreicht die Besatzung eine Feuergeschwindigkeit von zwölf Schuss pro Minute. Der Munitionsvorrat im Bandlader beträgt 22 Patronen Bereitschaftsmunition und wird durch eine Stahlschiebetür vom Kampfraum getrennt. Der Geschosskopf der Munition zeigt konstruktionsbedingt in Richtung Kampfraum. Die Lagerung ist durch einen Strichcode auf der Munition vollkommen automatisiert. Ist die Munition nicht mit einem Strichcode versehen, muss die jeweilige Sorte beim Nachladen des Magazins vom Bediener über ein Tastenfeld eingegeben werden. Weitere 18 Patronen befinden sich im Revolvermagazin rechts neben dem Fahrer. Während des Ladevorgangs nimmt die Kanone automatisch eine feste Ladeposition von −1,8 Grad ein. Ein Nachladevorgang dauert je nach Munitionsplatz rund vier bis sechs Sekunden. Bei einem Ausfall der Automatik kann auch manuell nachgeladen werden. Das System ist in der Lage, sechs Munitionstypen zu unterscheiden.
Die Glattrohrkanone kann die ganze Palette der NATO-Munition verschießen, die nach STANAG 4385 gefertigt ist. Die für Frankreich von GIAT (heute Nexter) entwickelte Munition beschränkt sich dabei auf folgende Typen: Das unterkalibrige Wolframcarbid-Wuchtgeschoss mit Leuchtspur (APFSDS-T) von Typ OFL 120 F1 entspricht der deutschen LKE 1 beziehungsweise DM43 und ist eine Gemeinschaftsentwicklung mit Deutschland. Ergänzt wird die Munition durch die OFL 120 F2, ein Wuchtgeschoss mit abgereichertem Uran als Penetrator. Die Mündungsgeschwindigkeit beider Geschosse liegt mit der CN 120 bei 1790 m/s. Als Mehrzweckmunition dient die OECC 120 F1. Hierbei handelt es sich um ein Hohlladungsgeschoss mit Leuchtspur für leichte Bodenziele und langsame, niedrigfliegende Luftziele. Die internationale Bezeichnung lautet HEAT-MP-T für High Explosive Anti Tank Multi-Purpose Tracer. Ende 2003 entwickelte GIAT die OE 120 F1, eine Sprenggranate für Kampfentfernungen bis zu 5000 Metern. Ein Jahr zuvor im Juni 2002 wurde die Entwicklung einer Top-Attack-Munition gestartet. Das Geschoss mit der Bezeichnung Polynege erlaubt so die Bekämpfung der schwach gepanzerten Panzeroberseite. Die Reichweite beträgt 8000 Meter. Der Gefechtskopf verfügt über eine projektilbildende Ladung und einen im Infrarotbereich arbeitenden halbaktiven Laser zur Zielerfassung.

#### Sekundärbewaffnung
Die Sekundärbewaffnung besteht aus einem 7,62-mm-Maschinengewehr AA-52 auf dem Turmdach und einem achsparallel links zur Hauptkanone installierten 12,7-mm-Browning M2HB. Für das 12,7-mm-MG werden 1100 und für das 7,62-mm-MG 3000 Patronen mitgeführt. Die Streitkräfte der VAE verwenden abweichend eine fernbedienbare Waffenstation auf dem Turmdach. An den hinteren Turmseiten ist die GALIX-Selbstschutz- und Nebelmittelwurfanlage installiert. Die Wurfbecher im Kaliber 80 Millimeter sind dabei in die Panzerung integriert. Die Anlage ist in der Lage, Nebel-, Spreng-Splitter-, Tränengas-, Leucht- oder IR-Täuschkörper zu verschießen.

### Optiken, Feuerleit- und Zielausrüstung

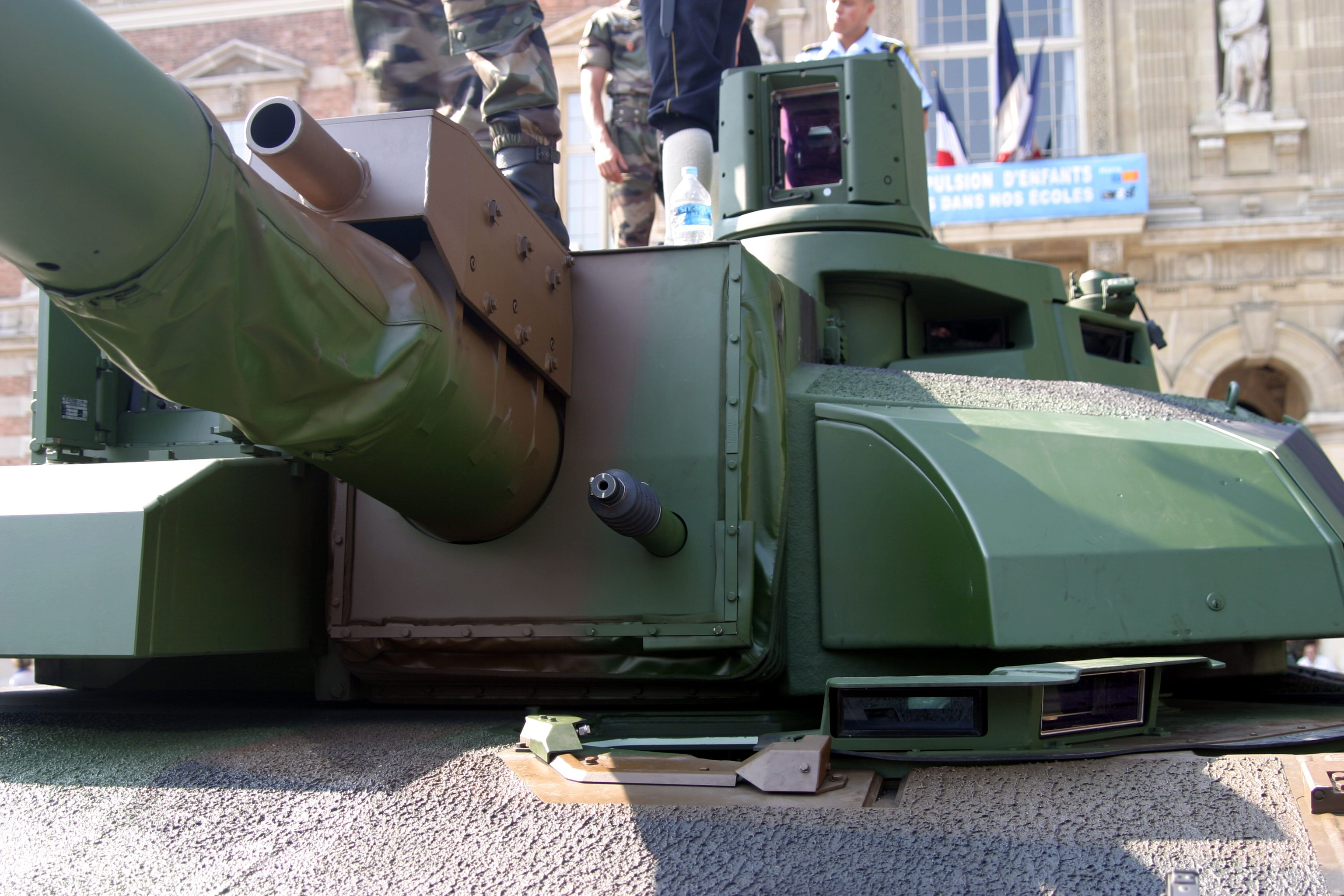
Kanonenblende des Leclerc mit Staurohr für das Turmmaschinengewehr. Oberhalb der Glattrohrkanone der Austritt für die Feldjustieranlage. Auf dem Turmdach das Rundblickperiskop SAGEM HL-70.

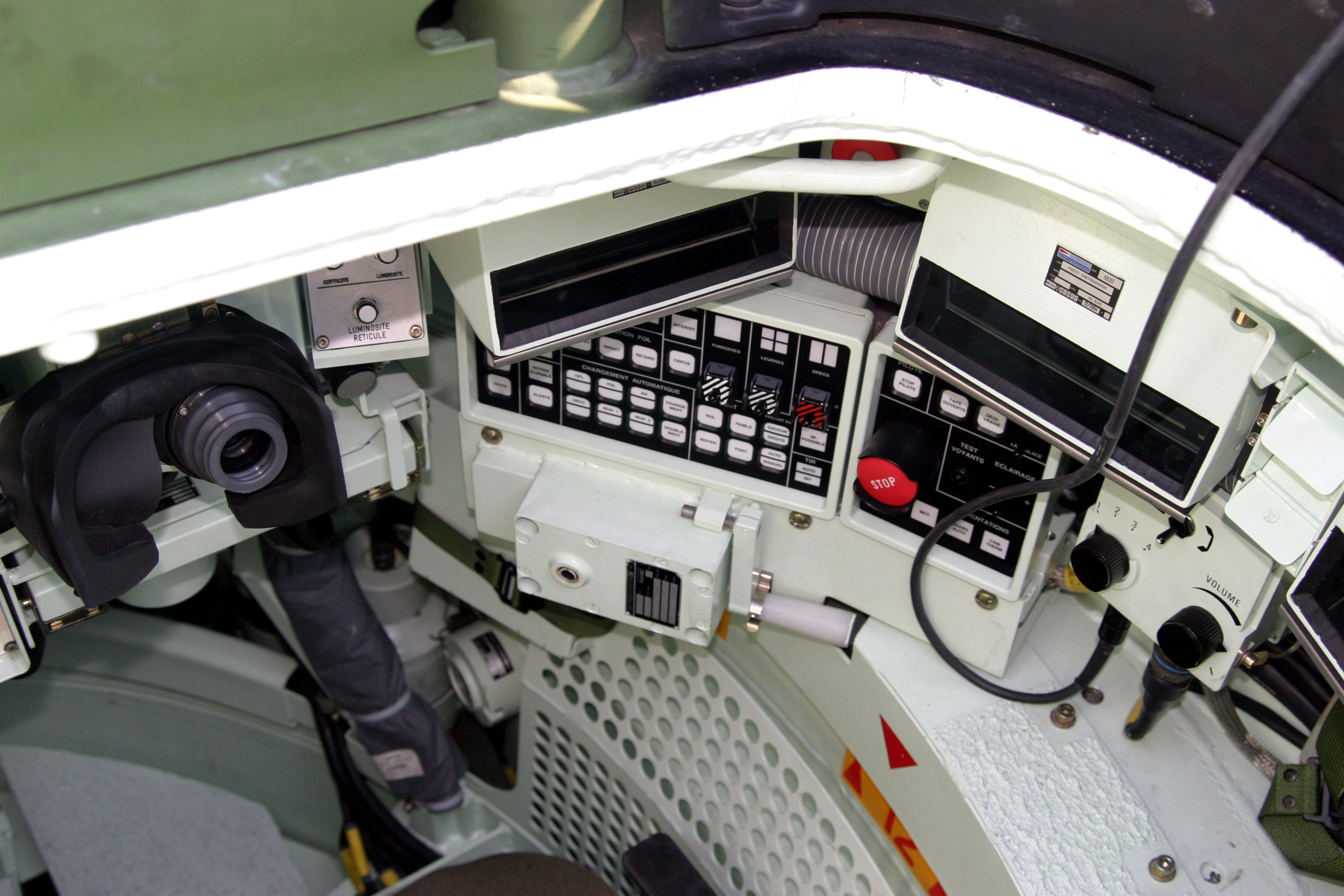
Richtschützenplatz

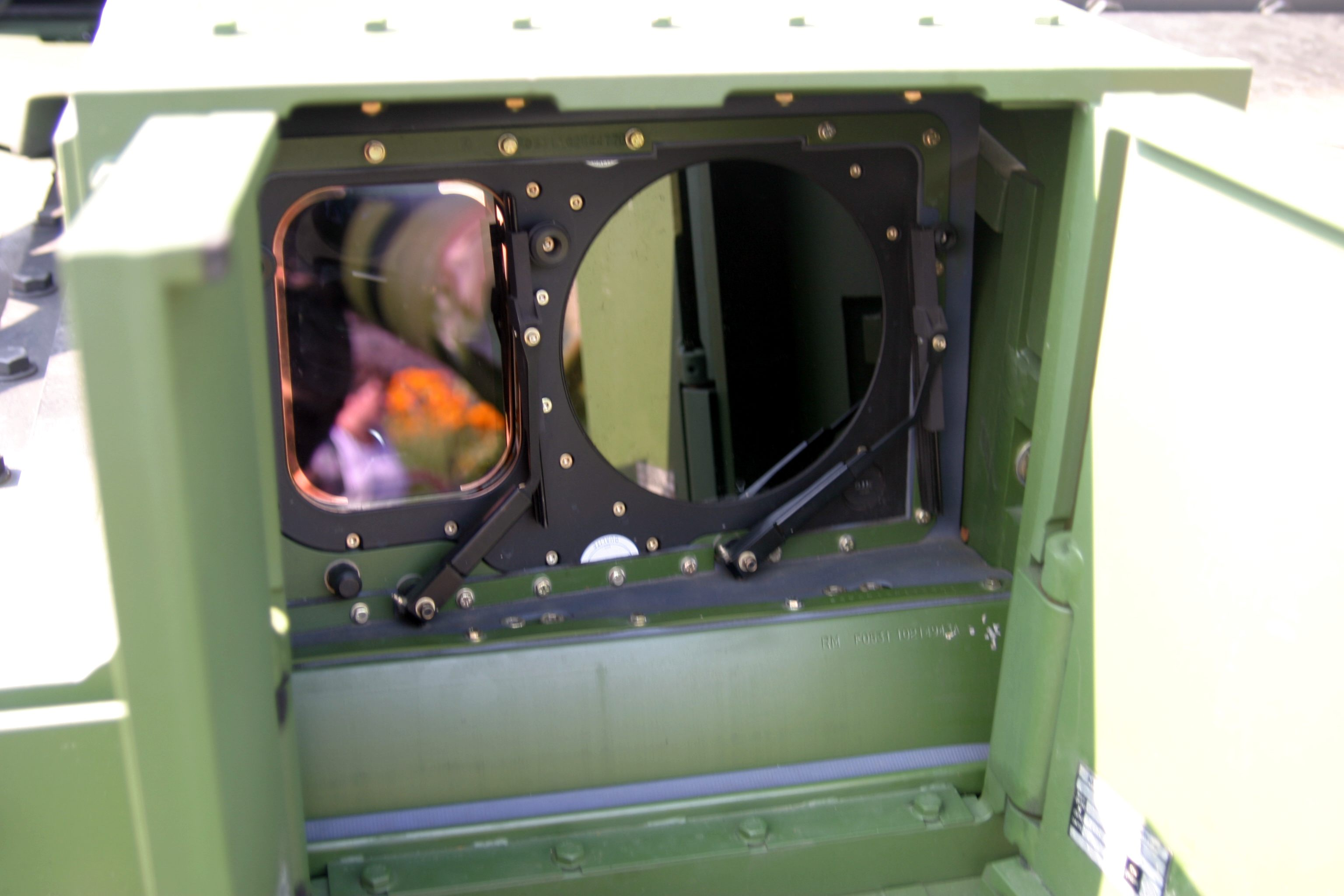
Ausblick der Richtschützenoptik. Wärmebildkanal im runden Fenster. Tagsicht und Laser im Fenster daneben.

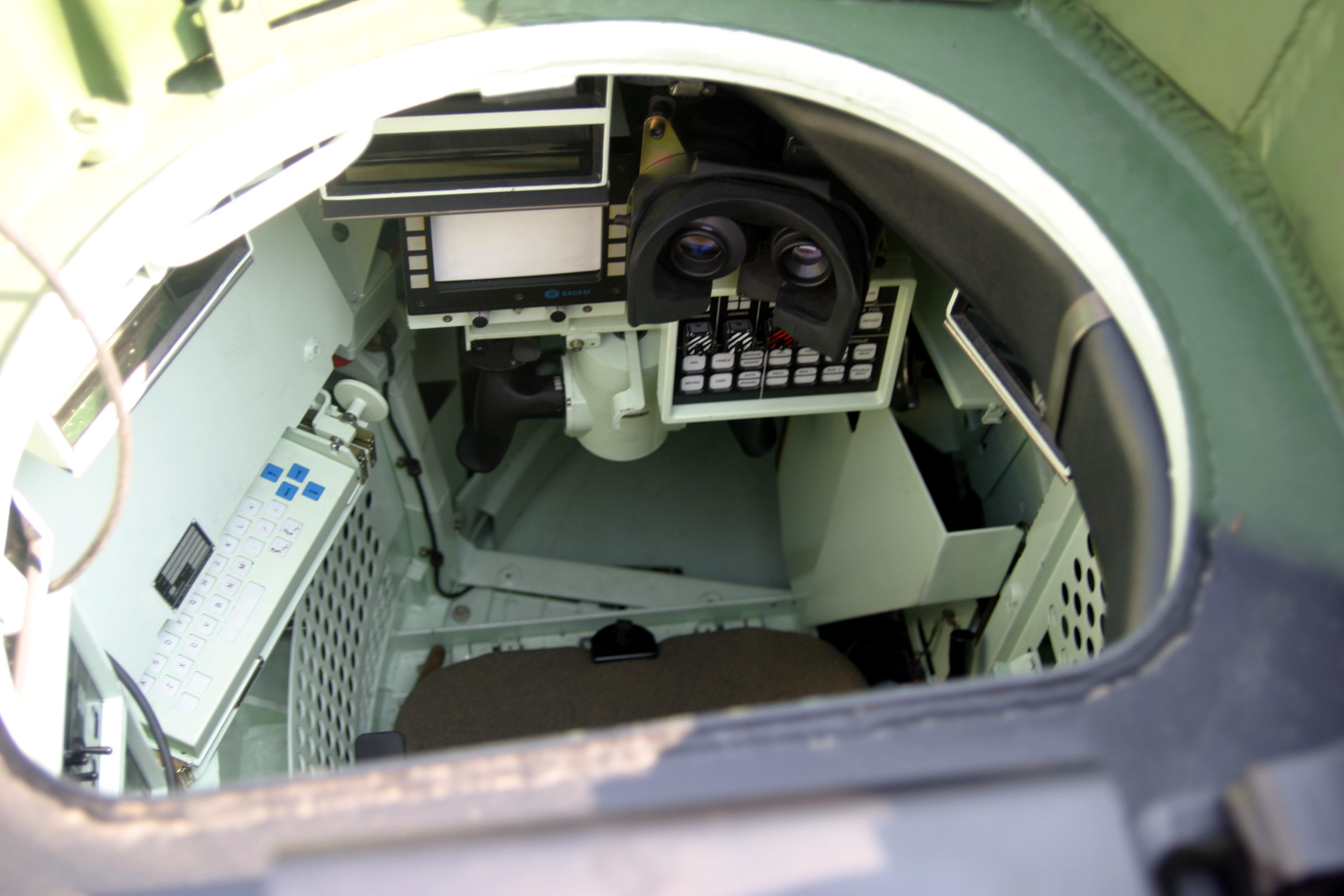
Kommandantenplatz

Die Sensorausstattung des Leclerc entspricht dem modernsten Stand der Technik; annähernd die Hälfte der Herstellungskosten entfällt darauf. Die gesamte Waffen- und Feuerleitanlage ist digital vernetzt. Kommandant und Richtschütze können über Monitore ständig auf alle Werte wie zum Beispiel Zielentfernung, eigene Position, Geschwindigkeit oder Wetter zugreifen. Alle Hauptbedienteile der Turmbesatzung sind redundant ausgelegt, um einen Totalausfall bei Beschädigung zu verhindern. Das Feuerleitsystem ermöglicht, sechs Ziele innerhalb von 35 Sekunden zu bekämpfen, wobei durch das Leclerc-Gefechtsfeldsystem kein Ziel zweimal vom Zug bekämpft wird. Ein durchschnittlicher Bekämpfungsvorgang dauert zwischen fünf und sechs Sekunden mit einer Erstschusstrefferwahrscheinlichkeit von 95 Prozent. Diese hochmoderne Technologie verlangt allerdings ein hohes Maß an technischem Können von der Besatzung und ist bisher noch nicht unter realen Gefechtsbedingungen zum Einsatz gekommen.
Das Hauptzielgerät des Richtschützen ist das SAGEM HL-60, das mechanisch mit der Hauptwaffe gekoppelt ist. Die durch Gyroskope in zwei Achsen stabilisierte Optik verfügt über einen Tagsichtkanal mit 3,3- und 10-facher Vergrößerung, einen Videokanal mit 10-facher Vergrößerung, einen Wärmebildkanal und über einen Laserentfernungsmesser des Typs HL-58. Das Wärmebildgerät mit 3-, 6-, 10- und 20-facher Vergrößerung erlaubt es, Ziele bis auf Entfernungen von 5000 Metern auszumachen. Kampfpanzer der VAE nutzen die Weiterentwicklung HL-80. Eine Notzieloptik ist nicht verbaut. Winkelspiegel erlauben das Beobachten des Umfelds nach rechts.
Der Kommandant verfügt mit dem stabilisierten Rundblickperiskop SAGEM HL-70 über eine eigene Optik, die sich um 360 Grad drehen lässt. Die 2,5- und 10-fache Vergrößerung erlaubt ein unabhängiges Arbeiten vom Richtschützen und das Ausmachen von Zielen in 4000 Metern Entfernung. Zur Verfolgung und Bekämpfung bei Nacht verfügt es über einen Restlichtverstärker. Der Einblick ist binokular, im rechten Einblick werden allerdings nur digitale Informationen, wie etwa geladene Munition, Entfernung zum Ziel oder Position von Turm und Wanne wiedergegeben. Das Bild des Richtschützen kann nur auf einem Monitor angezeigt werden und dient im Regelfall der Überwachung. Varianten der VAE und die letzte Serie der französischen Leclerc sind abweichend mit einem Wärmebildgerät und Laserentfernungsmesser ausgestattet. Acht weitere Winkelspiegel erlauben eine allseitige Gefechtsfeldbeobachtung unter Panzerschutz.
Die Richtgriffe von Kommandant und Richtschütze sind mit mehreren Funktionen doppelt belegt und verfügen über eine Sicherung, die eine unbeabsichtigte Schussabgabe verhindert. Das Schwenken des Turmes erfolgt durch eine horizontale Bewegung des Richtgriffes. Unterstützt wird diese Bewegung durch zwei arretierbare Armstützen, die ein ruhiges Mitrichten ermöglichen. Die Entfernungsmessung wird durch einen kurzen Druck auf die Trigonometrietaste ausgelöst. Wird diese länger als drei Sekunden gedrückt, ist die automatische Zielverfolgung aktiv. Diese arbeitet nach dem Prinzip der Extrapolation (bei der Daten über die Bewegung des Ziels in den letzten drei Sekunden gesammelt werden), berechnet daraus einen Kurs und führt diesen weiter. Dieses funktioniert allerdings nur, wenn das Ziel sich mit gleicher Geschwindigkeit auf einem geraden Kurs bewegt. Nach drei Sekunden der Zielverfolgung muss der Richtschütze dem Ziel nur dann weiter folgen, wenn es Richtung oder Geschwindigkeit ändert.
Der Kraftfahrer verfügt über drei Winkelspiegel, wovon der linke und rechte Spiegel mit einer Enteisungsanlage ausgestattet sind. Der mittlere Winkelspiegel ist zusätzlich mit einer Anzeige für die Turmstellung versehen. Mit der Serie 2 steht eine Rückfahrkamera zur Verfügung.

### Führungs- und Kommunikationsmittel

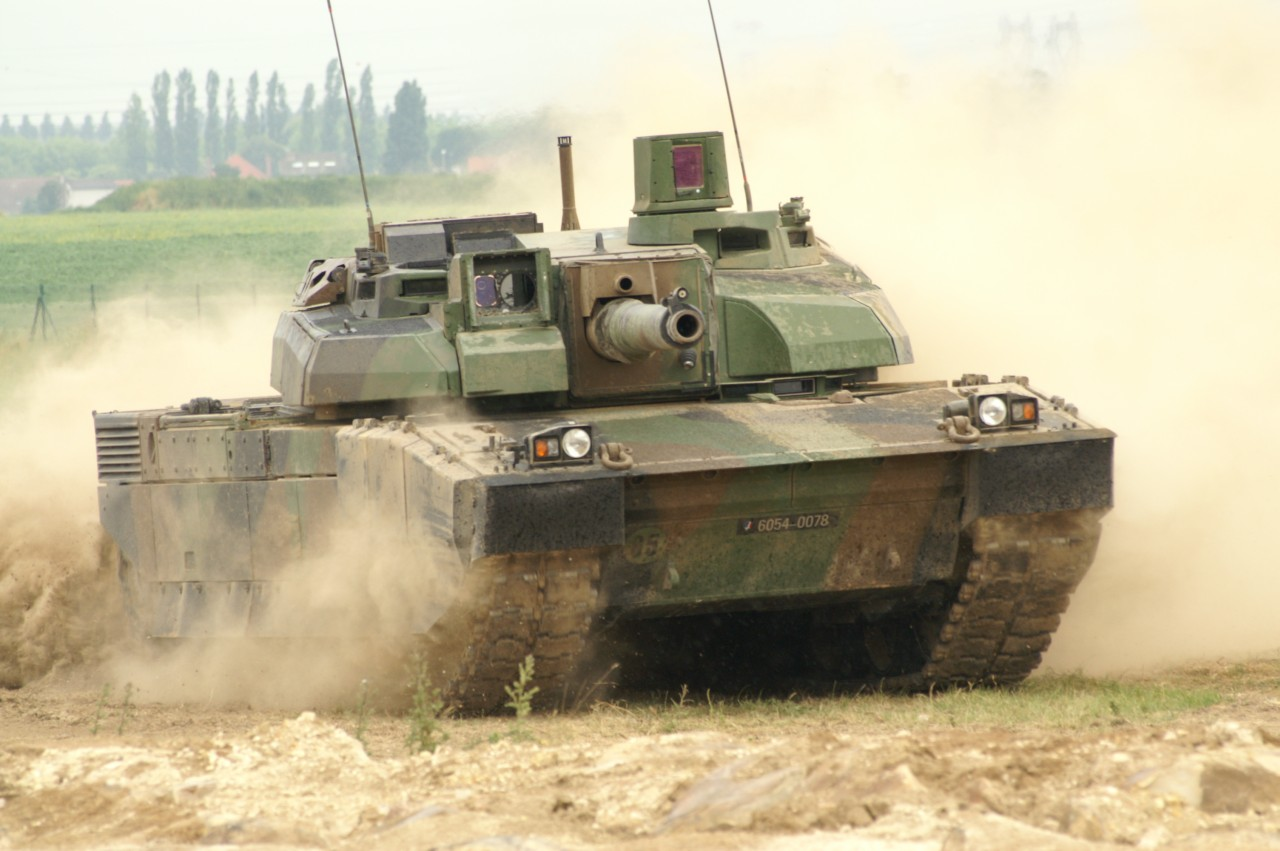
Ein Leclerc der Serie 2 bei der Geländefahrt.

Die Funkgeräteausstattung des Leclerc besteht aus je zwei Funkgeräten, die Frequenzsprungbetrieb unterstützen und Datenübertragung, Sprach- und Datenverschlüsselung ermöglichen. Ergänzt wird diese Ausrüstung durch eine Bordverständigungsanlage, eine Außenbordsprechstelle, eine GPS-gestützte Trägheitsnavigationsanlage und das Leclerc-Gefechtsfeldsystem (LBMS), das im Laufe der Nutzungszeit durch FINDERS und die Erweiterung ICONE ersetzt wurde. Mit Hilfe des Gefechtsfeldführungssystems lassen sich die Einsätze von Leclerc-Panzern in der Gruppe koordinieren; zudem ermöglicht es jedem Kommandanten, sich immer über Position und Zustand der anderen Einheiten zu informieren. Anfallende Positionsdaten und Ziele werden vom System automatisch aktualisiert, wobei der Status des Fahrzeuges an die nächsthöhere Führungsebene übertragen wird. Die Anbindung an das Regimentführungssystem SIR (Système d’Information Régimentaire) wird bei ICONE über das Melissa-Schnittstellenmodul gewährleistet.

### Panzerung und Schutzeinrichtungen
Wie alle anderen modernen Kampfpanzer verfügt der Leclerc über eine mehrschichtige sogenannte Kompositpanzerung, deren genaue Zusammensetzung der Geheimhaltung unterliegt. Vermutlich sind Keramik, Kevlar und verschiedene Stahlsorten darin verarbeitet. Laut einer Veröffentlichung eines der Mitentwickler der Leclerc-Panzerung war sie aber ursprünglich nicht vom Typ Chobham.
Die Konstruktionsweise entspricht einer Schottbauweise mit Verbundpanzerblöcken und bietet Schutz gegen Wucht- und Sprenggeschosse. Die modulare Bauweise erlaubt einen relativ leichten Austausch. Die Stahlgrundpanzerung übernimmt hierbei auch eine tragende Funktion.
In der Serie 2 und 2+ wurde der Panzerschutz weiter verstärkt, wobei das Gefechtsgewicht nicht erhöht wurde. Erreicht wurde dies durch ein auf Titaneinlagen basierendes System.
Weitere Maßnahmen wie ein Freund-Feind-Erkennungssystem, Multispektral-Tarnausstattung und abstandsaktive Schutzmaßnahmen im Softkill- und Hardkill-Bereich sind in der Entwicklung und wurden von GIAT am Beispiel der Demonstratoren Leclerc 2010 und Leclerc 2015 vorgestellt.
Die in der Serie 1 verwendete ABC-Schutzbelüftungsanlage in der Wanne wurde ab Serie 2 durch eine kombinierte ABC-/Kühlanlage ersetzt und verbesserte zusammen mit der Klimaanlage im Turmheck die Verweildauer der Besatzung im Panzer. Gleichzeitig wurde die Leistungsfähigkeit der Elektronik gesteigert. Die Leclerc der VAE sind mit einer mechanischen Klimaanlage in der Wanne ausgerüstet.
Die Verbrennungsabgase des Triebwerks werden gekühlt, um die Wärmesignatur zu senken. Ein schwenkbares Rohr am Auspuffgräting erlaubt, den Abgasstrahl in jede Richtung zu lenken.

### Antrieb und Laufwerk

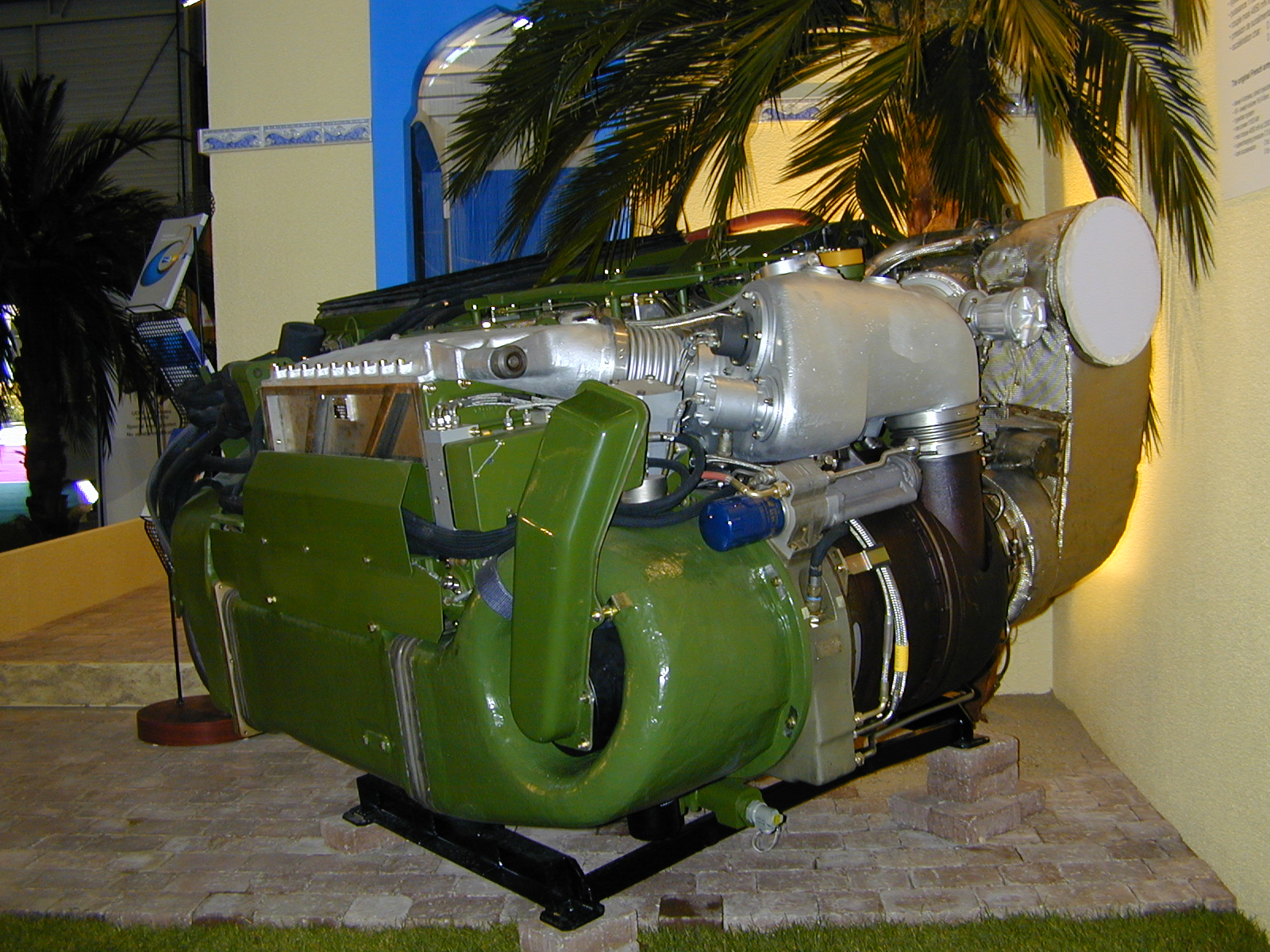
Hyperbartriebwerk des Leclerc

Der Leclerc ist mit seinen Abmessungen der kleinste westliche Kampfpanzer der vierten Nachkriegsgeneration. Diese Verringerung der Silhouette wurde hauptsächlich durch die Entwicklung eines Kompakt-Motorblocks mit einem sogenannten Hyperbar-Motor und den Verzicht auf den vierten Mann der Besatzung ermöglicht. Im Vergleich zum US-amerikanischen M1 Abrams konnten so 25 % Innenvolumen eingespart werden. Der Leclerc kommt daher mit nur sechs Laufrollen auf jeder Seite aus, die hydropneumatisch gefedert sind. Allerdings fällt durch die sechs Laufrollen der spezifische Bodendruck höher aus als bei anderen Kampfpanzern.
Der Hyperbarmotor V8X-1500 mit angeflanschten Automatikgetriebe ESM 500 besteht aus einer Kombination von Dieselmotor und Gasturbine, wobei die Verdichterstufe der Turbine die vorverdichtete Brennluft für den Dieselmotor liefert. Es wird hierdurch das typische „Turboloch“ der mit Abgasturbolader betriebenen Dieselmotoren vermieden, wodurch das Fahrzeug ein hervorragendes Beschleunigungsvermögen erhält, da der Motor mit vollem Drehmoment aus niedrigen Drehzahlen antreten kann. Der Hubraum beträgt 16,47 Liter und ermöglicht eine Höchstgeschwindigkeit von 72 km/h.
Die anfänglichen technischen Probleme des Hyperbar-Aggregates, dessen Kompaktheit durch enorm hohen Komplexitätsgrad erkauft wurde, konnten erst mit der Serie 2 behoben werden. Als Hauptursache galt eine gegenüber Kraftstoffverunreinigungen zu empfindliche Motorkontrollanlage. Die Überbeanspruchung der Seitenvorgelege und damit hohe Öltemperaturen machten es nötig, zusätzliche Ölkühler zu installieren. Das Herabsetzen der Leerlaufdrehzahl von 1100 auf 900/min reduzierte den Treibstoffverbrauch. Die Gasturbine dient gleichzeitig als Stromerzeugeraggregat (APU) und kann mit ihrem Starter-Generator zusätzlich etwa 250 A in das 24-V-Bordnetz liefern. Am Dieselmotor selbst befindet sich der ölgekühlte 650-A-Hauptgenerator. Der Durchschnittsverbrauch der Leclerc-Flotte unter den Bedingungen einer Truppenerprobung der schwedischen Armee mit 1380 Litern pro 100 Kilometern lag deutlich über dem der Leopard 2 mit 720 Litern.
Das ESM 500 mit fünf Vorwärts- und zwei Rückwärtsgängen ist als Schalt-, Lenk- und Bremsgetriebe ausgelegt. Die Lenkung ist hydrodynamisch und somit abhängig von Motordrehzahl und Geschwindigkeit. Das Bremssystem wird durch eine verschleißfreie hydraulische Strömungsbremse (hydrodynamischer Retarder) unterstützt.
Der Kraftstoffvorrat des Leclerc fasst insgesamt 1300 Liter und kann durch zwei externe Zusatztanks am Heck um 400 Liter erweitert werden. Diese Maßnahme wird jedoch nur in relativ sicheren Situationen wie bei Truppenverlegungen durchgeführt; in Gefechtssituationen werden die Tanks nicht verwendet. Sind die Tanks montiert, wird der in ihnen enthaltene Treibstoff zuerst entnommen.
Für den Export in die arabischen Staaten mit ihren Wüstenregionen wurde der Leclerc mit einer getrennten Luftfilter- und Frischluftanlage ausgestattet. Das Hyperbartriebwerk wurde durch ein herkömmliches Triebwerk mit gleicher Leistung ersetzt. Das von MTU stammende Euro-Powerpack MT 883 Ka-500 mit Abgasturboaufladung, kombiniert mit dem Automatikschaltgetriebe HSWL 295 TM von Renk, erfüllte die Forderungen der VAE nach einem zuverlässigen Triebwerk, erforderte aber eine Verlängerung der Wanne, da das Euro-Powerpack die Baulänge des Hyperbarmotors um 30 Zentimeter überschreitet. Der zusätzliche Stauraum wird für eine vergrößerte Treibstoffreserve genutzt, was sich in einem vergrößerten Fahrbereich widerspiegelt. Die Seitenvorgelege wurden modifiziert und kommen ohne zusätzliche Ölkühler aus. Das Stromerzeugeraggregat ist außen am Fahrzeug befestigt. Das Triebwerkkonzept wird auch in den Berge- und Pionierpanzern der Leclerc-Serie eingesetzt.

## Kurzübersicht Varianten
- Serie 1 (1992–1996)
- Serie 2 (1997–2003); kombinierte ABC-/Kühlanlage, separate Kühlanlage im Turm, Ölkühler für Seitenvorgelege, Rückfahrkamera für Fahrer, Schmutzabweiserkante am Bug, verbesserte Batterien, Winkelspiegel Position 6 Uhr für Kommandant.
- Serie 2+/3 (2003–2005); Führungssystem ICONE, Wärmebildgerät Generation 3 für Kommandant und Richtschütze, Laserentfernungsmesser im Rundblickperiskop, verbesserte Panzerung
- Engin Principal du Génie – EPG; Pionierpanzer auf Leclerc-Chassis. Kann mit Minenräum- (K2D Minenpflug und Magnetfeldsimulator, explosive Minenräumeinrichtung PW-LWD) und Minenwurfeinrichtungen (MINOTAUR) ausgestattet werden.
- Dépanneur Nouvelle Génération – DNG; Bergepanzer auf Leclerc-Chassis. Kann wie der EPG mit Minenräum- und Minenwurfeinrichtungen ausgestattet werden.
- Moyen Adapté de Remorquage Spécifique – MARS; Übergangslösung für einen Bergepanzer auf Basis der Serie 1. Kanone und Optiken wurden entfernt. Das Bergegeschirr ist am Heck verstaut.
- TROP à l'origine – Leclerc EAU; Variante der VAE. MTU-Triebwerk, verbesserte Seitenschürzen, Panzerung und Elektronik. Mechanische Klimaanlage in der Wanne. Fernbedienbare Waffenstation auf dem Turmdach.
- Action en Zone Urbaine – AZUR; Variante für MOUT-Einsätze (Military Operations in Urban Terrain) – Orts- und Häuserkampf.
- Leclerc XLR – Kampfpanzer der vierten Generation; verbesserter Schutz gegen Minen und Panzerfäuste, integration kollaboratives Kampfsystem Scorpion.[7]

## Stückzahlen
- Frankreich: 406, davon 200 im Einsatz (2016)
- Jordanien: 80 gebrauchte Leclerc von den Vereinigten Arabischen Emiraten übernommen.[8]
- Vereinigte Arabische Emirate: 388 + 46 Bergepanzer Char de Dépannage DNG/DCL und zwei Fahrschulfahrzeuge